# Thielle-Wavre
Thielle-Wavre is een voormalige gemeente in het Zwitserse kanton Neuchâtel en telt 670 inwoners.

## Geschiedenis
De gemeente maakte deel uit van het district Neuchâtel tot Thielle-Wavre in 2009 gefuseerd emet de gemeente Marin-Epagnier tot de nieuwe gemeente La Tène.